# Alanis (album)
Alanis je debitantski studijski album kanadsko-američke pjevačice Alanis Morissette. Album je pušten u prodaju samo u Kanadi 1991. godine, ali je postigao platinastu nakladu nakon prodaje više od 100,000 primjeraka. Alanis Morissete snimila je album s Lesliejem Howeom u Ottawi u rujnu i listopadu 1990., a izdavač je MCA Records.

## Popis pjesama
1. "Feel Your Love"	3:49
2. "Too Hot"	4:00
3. "Plastic"	3:45
4. "Walk Away"	4:51
5. "On My Own"	4:08
6. "Superman"	4:32
7. "Jealous"	3:54
8. "Human Touch"  3:22
9. "Oh Yeah!"	 3:59
10. "Party Boy"  4:20

### Singlovi
"Too Hot""

"Walk Away"

"Plastic"

"Feel Your Love"